# Pairing-Vereinbarung
Pairing-Vereinbarungen oder Pairing-Abkommen sind parlamentarische Vereinbarungen zwischen regierungstragenden und Oppositionsfraktionen. Sie sehen vor, dass für jeden kranken, beruflich oder sonst dringend verhinderten Abgeordneten der Regierungsseite ein Abgeordneter der Opposition der Abstimmung im Parlament fernbleibt. Durch diese „Fairnessvereinbarung“ soll das parlamentarische Kräfteverhältnis, also die Mehrheit der regierungstragenden Fraktionen, gewahrt bleiben. Das Verfahren wird teilweise nicht generell, sondern nur für bestimmte Abstimmungen oder auch für ganze Sitzungstage zwischen den Parlamentarischen Geschäftsführern der Fraktionen vereinbart. Für wichtige Abstimmungen, die über die Zukunft der Regierung entscheiden, wird mitunter auf Abwesenheit von Abgeordneten keine Rücksicht genommen. Die Verwendung dieses Anglizismus ist in Deutschland ab 1978 belegt.
Das ursprünglich aus dem britischen Parlament stammende und dort bis 1997 praktizierte Pairing betrifft in Deutschland den Bereich der Auftrags- und Weisungsfreiheit des Art. 38 Abs. 1 Satz 2 Grundgesetz. Danach sind Vertreter des ganzen Volkes an Aufträge und Weisungen nicht gebunden und nur ihrem Gewissen unterworfen. Aufgrund der Unverbindlichkeit der Vereinbarung kann sie jederzeit aufgekündigt werden. Aus diesem Grund ist sie verfassungsrechtlich zulässig. Die Pairing-Vereinbarung findet damit ihre Grenze am freien Mandat, da kein Abgeordneter gezwungen werden kann, Parlamentssitzungen fernzubleiben. Eine Einhaltung der Vereinbarung ist daher auch nicht auf dem Rechtsweg einklagbar.
Pairing-Vereinbarungen können jederzeit von einer der Parteien gekündigt werden. Im Jahr 2002 kündigte beispielsweise die in der Opposition befindliche Union der rot-grünen Koalition wegen des Streits um die Besetzung eines zweiten Vizepostens im Bundestagspräsidium eine Pairing-Vereinbarung auf. Die Parlamentarische Geschäftsführerin der SPD-Fraktion im Landtag Nordrhein-Westfalen Britta Altenkamp trat am 3. Juli 2011 von ihrer Funktion zurück, weil sie zwei Tage zuvor eine Pairing-Vereinbarung gekündigt und damit einen Eklat ausgelöst hatte. Am 15. Juni 2012 brachten SPD und Grüne deutlich mehr Abgeordnete in die Bundestagssitzung mit als nach dem Pairing-Abkommen vereinbart, sodass bei einer Abstimmung die Mehrheitsverhältnisse unklar waren. Beim daraufhin angeordneten Hammelsprung blieben die Oppositionsabgeordneten vor dem Plenarsaal stehen, sodass sich im Saal keine Mehrheit der MdBs befand, womit der Bundestag beschlussunfähig war und die Sitzung geschlossen werden musste. Die Opposition verhinderte so die erste Lesung des umstrittenen Gesetzentwurfs zum Betreuungsgeld, die zu einem späteren Punkt auf der Tagesordnung stand.
Eine der aktuellsten Vereinbarungen betraf den niedersächsischen Landtag, bei dem sich ein FDP-Abgeordneter bei Abstimmungen enthielt, weil die Abgeordnete der Grünen-Fraktion Julia Willie Hamburg aufgrund einer Herzerkrankung zwischen September 2013 und Juli 2014 nicht an Abstimmungen teilnehmen konnte.

## Kritik
Teilweise werden Pairing-Vereinbarungen als „Abstimmungsverzicht“ und als „Instrument herkömmlicher Machtstrukturen“ kritisiert. Die Piratenfraktion im Schleswig-Holsteinischen Landtag lehnte 2012 eine entsprechende Vereinbarung mit der Begründung ab, parlamentarische Mehrheiten sollten sich „ohne Fraktionszwang aus der freien Überzeugung aller Volksvertreter bilden“. Bei einem sachorientierten Abstimmungsverhalten, das sich alleine am Gewissen des Abgeordneten orientiere, sei die Einteilung der Volksvertreter in Koalition und Opposition überholt. Man sei kein „Mehrheitsbeschaffer“ und sehe es als Wählerauftrag an, „auch zufällige Chancen wie die Verhinderung eines Koalitionsabgeordneten zu nutzen, um den Schleswig-Holsteinern zu dienen oder Schaden von ihnen abzuwenden.“